# او ولده
او ولده (دانمارکی: Aage Walther; ۲۱ آوریل ۱۸۹۷ – ۵ دسامبر ۱۹۶۱) ژیمناست هنری اهل دانمارک بود.